# Delias timorensis
Delias timorensis är en fjärilsart som beskrevs av Jean Baptiste Boisduval 1836. Delias timorensis ingår i släktet Delias och familjen vitfjärilar. Inga underarter finns listade i Catalogue of Life.

## Bildgalleri

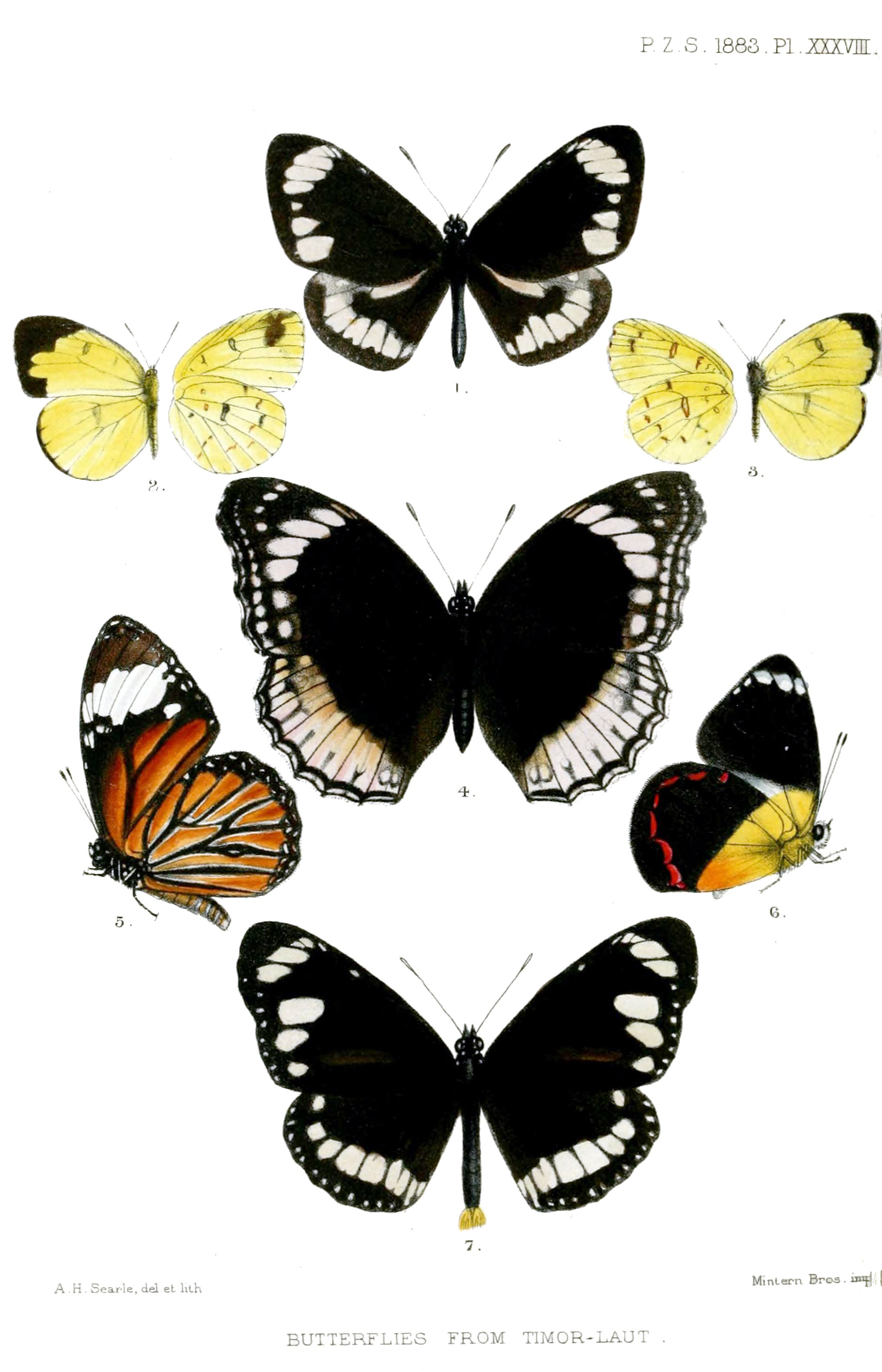